# Industriebond-NVV
De Industriebond-NVV (ook wel Industriebond NVV of IB-NVV) is een voormalige vakbond voor werknemers in de Nederlandse industrie.
De bond ontstond in 1971 uit een fusie van de Algemene Nederlandse Bedrijfsbond voor de Metaalnijverheid en de Electrotechnische Industrie (voormalige Algemene Nederlandse Metaalbewerkersbond, ANMB), Algemene Bedrijfsbond Textiel en Kleding De Eendracht (Eendracht) en Algemene Bedrijfsgroepen Centrale (ABC). In 1979 ging Industriebond-NVV een federatie aan met zijn Katholieke tegenhanger Industriebond-NKV, wat in 1981 leidde tot een fusie tot Industriebond FNV. Industriebond NVV maakte deel uit van het Nederlands Verbond van Vakverenigingen.
Arie Groenevelt is de enige voorzitter geweest van de Industriebond NVV, en hij was ook na de federatievorming en fusie voorzitter van Industriebond FNV tot 1983.